# Мілослав Стінгл
Мілосла́в Стінгл (чеськ. Miloslav Stingl, *19 грудня 1930, м. Біліна, Чехія — 11 травня 2020, Прага) — чеський дослідник-етнограф, мандрівник, журналіст і письменник-публіціст; доктор наук. 

## Біографічні дані та діяльність
Мілосав Стінгл народився 19 грудня 1930 року в місті Біліні в Чехії. 
Мілослав Стінгл, працюючи чехословацьким журналістом, особисто здійснив бл. 40 навколосвітніх подорожей, досліджуючи рідкісні реліктові людські культури і суспільства, переважно у Центральній і Південній Америці та Океанії, результатом яких стали науково-популярні книжки про народи і країни вказаних регіонів.
Мілослав Стінгл є автором бл. 40 книжок про мандрівки Океанією та Латинською Америкою. Його книги витримали загалом понад 200 видань більш ніж 30 мовами світу, в т.ч. і українською. Книжки Стінгла, що описували подорожі далекими краями, користувались незмінною популярністю у радянських читачів, запнутих залізною завісою.